# Authari longobárd király
Authari (540 körül – 590. szeptember 5.) longobárd király 584-től haláláig. Legyőzte a bel- és külellenséget. Uralkodása alatt a központi hatalom tartósan megerősödött.
Kleph király fiaként született. Édesapja halála (574) után a tíz évig tartó grófok uralma következett, ám miután Mauricius bizánci császár Childebert frank király és az avarok segítségével saját fiát akarta Nyugat császárává tenni, a longobárdok újra összefogtak és Autharit választották meg királyukká. A longobárdok elleni hármas szövetség különböző okokból csakhamar felbomlott, Authari tehát az új exarcha, Smaragdus ellen nemcsak hazáját védelmezte meg, hanem még támadást is indított. Végigvonult egész Itálián, Regiumnál lovával a tengerbe ugratott, s lándzsájával a habok közt álló oszlopot megérintve, büszkén kiáltott fel: „Ez legyen Langobardia határa!” Hogy jó viszonyt alakítson ki a bajorokkal, nőül vette a katolikus hitű Theodelinda hercegnőt. Authari a szerte-széjjel fekvő királyi birtokok élére pedig az ún. gastaldokat állította, akik a hercegek hatalmát lassacskán megingatták és ellensúlyozták. Abban a hitben halt meg, hogy nemzetét biztosította az idegen veszély ellen.

## Eredeti források
- Origo Gentis Langobardorum
- Fredegar
- Pauli Historia Langobardorum
- Tours-i Gergely
- Annales Sancti Rudberti Salisburgenses
- Excerpta Altahensia
- Annales Ducum Bavariæ
- Andreæ Bergomatis Chronicon